# André Begouën-Demeaux
André Begouën-Demeaux, 2e comte Begouën (Le Havre, 5 janvier 1778 - Le Havre, 3 mai 1866) est un armateur et homme politique français.

## Biographie

### Vie privée
Descendant d'une famille de planteurs de Saint-Domingue, André Begouën-Demeaux est le fils du richissime armateur et négrier Jacques-François Begouën. Par son mariage avec Louise Flore Foäche en 1804, il est le gendre de l'autre grand armateur négrier havrais, Stanislas Foäche. Enfin, il est le beau-père de l'armateur Amand Lemire (1793-1869), président de la Chambre de commerce de Rouen, d'où est issu Henry Le Mire. 

### Vie publique
Il obtient d'ajouter le nom Demeaux à son patronyme par ordonnance royale du 6 septembre 1814, ce qui permet de distinguer ses descendants des autres branches de la même famille, il abandonne également le titre de comte hérité de son père car, autant que légitimiste convaincu, il ne reconnaît pas ce titre impérial.
Il est l'un des principaux armateurs du Havre, il est président la chambre de commerce et du tribunal de commerce entre 1819 et 1826. Il prend part à la création de la Compagnie du port du Havre en 1818.
Il devient maire de la ville du Havre le 20 juin 1821 et le reste jusqu'au 15 août 1830. Il préside l'Intendance sanitaire du Havre. En 1830, son intervention permet seule de ramener le calme dans la ville à la suite des mouvements qui ont suivi l'annonce des Ordonnances.
En 1826, il reçoit une indemnité de 141 584 Francs or, pour compenser le préjudice causé par la perte de la plantation qu'il possédait à Saint-Domingue, et qu'il a perdues à la suite des révoltes des esclaves ayant mené à l'indépendance de l'ancienne colonie en 1804.
Il échoue à se faire élire député lors des élections législatives de 1827 au Havre, dont les électeurs lui préféreront le plus libéral Jean-Marie Duvergier de Hauranne.
Légitimiste, il démissionne après la révolution de Juillet et devient alors secrétaire de la Chambre de commerce.

## Famille
Il épouse, le 27 août 1804, Louise Flore Foäche (1786-1856), fille de Stanislas Foäche et de Henriette Agathe Rose de Mondion. Ils ont sept enfants :
- Albert Begouën-Demeaux (2 août 1806 - 13 décembre 1836) épouse Marie Ernestine Belote (28 décembre 1806 - 13 décembre 1836), sans descendance ;
- Louise Begouën-Demeaux (10 novembre 1807 - 24 juillet 1877) épouse Armand Le Mire (1er novembre 1793 - 1er juin 1869), dont descendance ;
- Gustave Eustache Begouën-Demeaux, 3e comte Begouën (30 août 1809 - 11 septembre 1885) épouse Mélanie Louise Le Picard (28 octobre 1830 - 21 septembre 1903), dont descendance ;
- Jeanne Jenny Begouën-Demeaux (1811 - 28 août 1831), célibataire, sans enfants ;
- Marie Caroline Begouën-Demeaux (1813 - 11 décembre 1837), célibataire, sans enfants ;
- Flore Stéphanie Begouën-Demeaux (31 janvier 1816 - 22 janvier 1833), célibataire, sans enfants ;
- Edmond Begouën-Demeaux (22 janvier 1821 - 11 septembre 1885) épouse en premières noces Louise Marie Arcis de Chazournes (9 mai 1838 - 25 décembre 1857), dont descendance, épouse en secondes noces Louise Marie Mathilde Bellon de Chassy (1er juillet 1842 - 21 septembre 1907), dont descendance.

## Distinctions

### Décorations
- Chevalier de la Légion d'honneur (décret du 11 août 1823)